# Sansuke Yamada
Pour les articles homonymes, voir Yamada.
山田参助
Œuvres principales
- Sengo

Sansuke Yamada (山田参助, Yamada Sansuke), né en 1972 à Toyonaka, dans la préfecture d'Osaka, est un mangaka japonais.
Il commence sa carrière en tant qu'auteur de Men's love et devient notamment connu pour avoir créé le manga Sengo qui reçoit de nombreux prix. Il est également le chanteur principal du groupe de kayōkyoku Tomari.

## Biographie
Yamada est né en 1972 à Toyonaka, dans la préfecture d'Osaka. Il commence à dessiner des mangas en quatrième année scolaire, puis développe un intérêt pour le Japon d'après-guerre avant d'étudier à l'Université des arts d'Osaka. Yamada cite notamment l'influence des films de Shōichi Ozawa et des écrivains Ryusuke Saito (斎藤隆介), Miyoko Matsutani (en), Akiyuki Nosaka et Tanaka Komimasa,, les photographies historiques d'actualité publiées par le Mainichi Shimbun, l'Introduction to Manga de Fujio Akatsuka et la série télévisée Ōedo Sōsamō (en).
En 1991, Yamada fait ses débuts en tant que mangaka, écrivant et illustrant un dōjinshi sur les femmes de réconfort. En 1994, il commence sa carrière professionnelle en tant qu'auteur de Men's love, publiant dans les magazines Sabu (さぶ (雑誌)) et Samson (サムソン). Yamada devient un collaborateur régulier de ces deux magazines, réalisant les couvertures de Samson en 2005. En 2010, Yamada contribue à la série artistique FACE TO REAL organisée pour sensibiliser au virus du sida au Japon.
Sengo, la première série manga longue de Yamada destinée au grand public, est prépubliée dans le Monthly Comic Beam entre 2013 et 2018. La série, qui suit deux vétérans de l'armée impériale japonaise à la suite de la Seconde Guerre mondiale reçoit des critiques positives et remporte de nombreux prix.
En 2015, sa série Nippon yoru-makura-banashi (ニッポン夜枕ばなし) commence sa parution dans le Comic Beam.
En plus de son métier de mangaka, Yamada est un musicien de kayōkyoku, chanteur principal du duo Tomari avec Atsuhiko Takemura. Le groupe sort deux albums sous le label P-Vine Japan : Utagoe no Minato (唄声の港) en 2010 et Seigetsu Shōkyoku-shū () en 2014.

## Œuvre
- Waka-sa de munmun (若さでムンムン?)（2004, Ohta Publishing)
- Yamada sansuke no mudanateikō yamemashou (山田参助の無駄な抵抗やめましょう?)（2007, Okura)
- Ramuneikki (ラムネイッキ?)（2008, Furukawa Shobo)
- Sengo (あれよ星屑, Areyo hoshikuzu?)（2014 - 2018, Kadokawa)
- Nippon yoru-makura-banashi (ニッポン夜枕ばなし?)（2018 - 2022, Leed)
- Shin yarukimanman Otto! Dokkoi (新やる気まんまん オット！どっこい?)（2021 - présent, Leed)

## Distinctions
En 2019, Sengo remporte le Prix culturel Osamu Tezuka de la nouveauté, et le Grand Prix de l'Association des auteurs de bande dessinée japonais. En 2020, la série remporte le Prix Asie de l'Association des critiques et des journalistes de bande dessinée,. Le tome 3 de la série est sélectionné pour le Fauve d'or du Festival d'Angoulême 2021.